# Segunda División de España 1995-96
La temporada 1995–96 de la Segunda División de España de fútbol corresponde a la 65.ª edición del campeonato y se disputó entre el 2 de septiembre de 1995 y el 19 de mayo de 1996 en su fase regular. Posteriormente se disputó la promoción de ascenso entre el 29 de mayo y el 2 de junio.
El campeón de Segunda División fue el Hércules CF.

## Sistema de competición
La Segunda División de España 1995/96 fue organizada por la Liga de Fútbol Profesional (LFP).
El campeonato contó con la participación de 20 clubes y se disputó siguiendo un sistema de liga, de modo que todos los equipos se enfrentaron entre sí, todos contra todos en dos ocasiones -una en campo propio y otra en campo contrario- sumando un total de 38 jornadas. El orden de los encuentros se decidió por sorteo antes de empezar la competición.
Los dos primeros clasificados ascendieron directamente a Primera División, mientras que el tercer y cuarto clasificado disputaron la promoción de ascenso ante el decimoséptimo y decimoctavo clasificado de la máxima categoría en eliminatorias directas a doble partido.
Los cuatro últimos clasificados descendieron directamente a Segunda División B.
A partir de esta temporada se estrenó un nuevo sistema de puntuación, con el objetivo de potenciar el juego ofensivo. Se pasó de dos a tres puntos para el vencedor de cada encuentro, un punto por equipo en caso de empate y cero en caso de derrota.

## Clubes participantes
| Datos de ascensos y descensos con respecto a la temporada anterior |
| --- |
| CD Logroñés desciende de Primera División. CP Mérida, Rayo Vallecano y UD Salamanca ascienden a Primera División. CD Orense desciende a Segunda División B. También desciende el Palamós CF pero por motivos económicos cae a Tercera División. Almería CF, Deportivo Alavés, Écija Balompié y Sestao SC ascienden a Segunda División. |

| Equipo                         | Ciudad            | Estadio                  |
| ------------------------------ | ----------------- | ------------------------ |
| Almería Club de Fútbol         | Almería           | Antonio Franco Navarro   |
| Athletic Club "B"              | Bilbao            | San Mamés                |
| Club Deportivo Badajoz         | Badajoz           | El Vivero                |
| Futbol Club Barcelona "B"      | Barcelona         | Mini Estadi              |
| Deportivo Alavés               | Vitoria           | Mendizorroza             |
| Écija Balompié                 | Écija             | San Pablo                |
| Sociedad Deportiva Eibar       | Éibar             | Ipurúa                   |
| Club de Fútbol Extremadura     | Almendralejo      | Francisco de la Hera     |
| Getafe Club de Fútbol          | Getafe            | Las Margaritas           |
| Hércules Club de Fútbol        | Alicante          | José Rico Pérez          |
| Club Deportivo Leganés         | Leganés           | Luis Rodríguez de Miguel |
| Unió Esportiva Lleida          | Lérida            | Camp d'Esports           |
| Club Deportivo Logroñés        | Logroño           | Las Gaunas               |
| Real Madrid Club de Fútbol "B" | Madrid            | Ciudad Deportiva         |
| Real Club Deportivo Mallorca   | Palma de Mallorca | Lluís Sitjar             |
| Club Atlético Marbella         | Marbella          | Municipal de Marbella    |
| Club Atlético Osasuna          | Pamplona          | El Sadar                 |
| Sestao Sport Club              | Sestao            | Las Llanas               |
| Club Deportivo Toledo          | Toledo            | Salto del Caballo        |
| Villarreal Club de Fútbol      | Villarreal        | El Madrigal              |

## Clasificación
| Pos. | Equipo                | Pts. | PJ | G  | E  | P  | GF | GC | Dif. | Clasificación                 |
| ---- | --------------------- | ---- | -- | -- | -- | -- | -- | -- | ---- | ----------------------------- |
| 1    | Hércules C. F. (C, A) | 73   | 38 | 21 | 10 | 7  | 61 | 30 | +31  | Ascenso a Primera División    |
| 2    | C. D. Logroñés (A)    | 69   | 38 | 20 | 9  | 9  | 69 | 49 | +20  | Ascenso a Primera División    |
| 3    | R. C. D. Mallorca     | 69   | 38 | 20 | 9  | 9  | 59 | 35 | +24  | Acceso a Promoción de ascenso |
| 4    | Real Madrid C. F. "B" | 64   | 38 | 18 | 10 | 10 | 50 | 41 | +9   |                               |
| 5    | C. F. Extremadura (A) | 62   | 38 | 17 | 11 | 10 | 48 | 33 | +15  | Acceso a Promoción de ascenso |
| 6    | C. D. Badajoz         | 62   | 38 | 18 | 8  | 12 | 48 | 31 | +17  |                               |
| 7    | Deportivo Alavés      | 61   | 38 | 17 | 10 | 11 | 52 | 42 | +10  |                               |
| 8    | C. D. Leganés         | 61   | 38 | 17 | 10 | 11 | 42 | 40 | +2   |                               |
| 9    | C. D. Toledo          | 59   | 38 | 16 | 11 | 11 | 38 | 30 | +8   |                               |
| 10   | C. A. Osasuna         | 52   | 38 | 15 | 7  | 16 | 49 | 43 | +6   |                               |
| 11   | U. E. Lleida          | 48   | 38 | 12 | 12 | 14 | 40 | 49 | −9   |                               |
| 12   | S. D. Eibar           | 46   | 38 | 10 | 16 | 12 | 24 | 31 | −7   |                               |
| 13   | Écija Balompié        | 45   | 38 | 12 | 9  | 17 | 34 | 60 | −26  |                               |
| 14   | F. C. Barcelona "B"   | 44   | 38 | 13 | 5  | 20 | 55 | 63 | −8   |                               |
| 15   | Villarreal C. F.      | 44   | 38 | 11 | 11 | 16 | 32 | 39 | −7   |                               |
| 16   | Almería C. F.         | 44   | 38 | 10 | 14 | 14 | 42 | 47 | −5   |                               |
| 17   | Sestao S. C. (D)      | 42   | 38 | 10 | 12 | 16 | 36 | 45 | −9   | Descenso a Segunda División B |
| 18   | Athletic Club "B" (D) | 40   | 38 | 10 | 10 | 18 | 49 | 63 | −14  | Descenso a Segunda División B |
| 19   | Getafe C. F. (D)      | 32   | 38 | 7  | 11 | 20 | 30 | 52 | −22  | Descenso a Segunda División B |
| 20   | Atlético Marbella (D) | 21   | 38 | 4  | 9  | 25 | 28 | 63 | −35  | Descenso a Segunda División B |

 Fuente: BDFútbol
Criterios de clasificación: Puntos · Enfrentamientos directos · Diferencia de goles · Goles a favor · Play-off
Notas:
1. ↑  El Real Madrid C. F. "B" no pudo jugar la promoción de ascenso a Primera División por ser filial del Real Madrid Club de Fútbol.
2. ↑  El Sestao Sport Club fue descendido a Tercera División por impagos y desapareció.

## Resultados
| Local \ Visitante     | ALV | ALM | ATH | BAD | BAR | ECI | EIB | EXT | GET | HER | LEG | LLE | LOG | MLL | MAR | OSA | RMA | SES | TOL | VIL |
| --------------------- | --- | --- | --- | --- | --- | --- | --- | --- | --- | --- | --- | --- | --- | --- | --- | --- | --- | --- | --- | --- |
| Deportivo Alavés      | —   | 1–0 | 2–2 | 0–1 | 2–0 | 1–3 | 1–1 | 1–2 | 1–0 | 1–0 | 3–1 | 1–0 | 3–1 | 2–1 | 4–1 | 1–0 | 2–0 | 0–1 | 2–0 | 0–2 |
| Almería C. F.         | 2–1 | —   | 2–1 | 0–1 | 1–3 | 4–1 | 1–0 | 1–1 | 0–1 | 0–0 | 1–1 | 0–0 | 3–1 | 0–0 | 2–3 | 4–3 | 1–3 | 2–2 | 2–0 | 0–0 |
| Athletic Club "B"     | 2–2 | 4–1 | —   | 1–1 | 0–2 | 0–0 | 0–0 | 1–0 | 3–2 | 4–1 | 1–2 | 1–1 | 1–1 | 3–1 | 3–1 | 1–2 | 0–0 | 1–3 | 1–3 | 0–2 |
| C. D. Badajoz         | 0–0 | 1–1 | 1–0 | —   | 2–1 | 0–1 | 4–0 | 2–1 | 2–0 | 0–1 | 0–1 | 3–1 | 1–1 | 0–1 | 2–0 | 2–1 | 0–1 | 0–1 | 0–0 | 2–0 |
| F. C. Barcelona "B"   | 2–3 | 1–0 | 3–4 | 1–5 | —   | 4–1 | 0–0 | 0–1 | 0–3 | 3–1 | 1–0 | 1–1 | 1–3 | 0–1 | 3–2 | 3–0 | 1–3 | 5–0 | 0–1 | 1–0 |
| Écija Balompié        | 2–2 | 2–0 | 1–3 | 0–2 | 1–2 | —   | 2–1 | 3–2 | 3–0 | 1–0 | 1–2 | 0–0 | 3–2 | 1–0 | 1–0 | 0–1 | 0–4 | 0–0 | 0–0 | 1–1 |
| S. D. Eibar           | 1–1 | 0–1 | 1–1 | 0–0 | 3–1 | 3–1 | —   | 1–0 | 1–1 | 0–0 | 1–0 | 1–1 | 1–0 | 0–1 | 1–0 | 0–2 | 2–1 | 1–0 | 1–1 | 1–0 |
| C. F. Extremadura     | 1–0 | 1–1 | 4–2 | 3–1 | 3–1 | 0–0 | 1–0 | —   | 1–1 | 1–1 | 0–1 | 4–0 | 3–2 | 1–2 | 2–1 | 2–1 | 0–0 | 1–1 | 0–0 | 1–0 |
| Getafe C. F.          | 0–2 | 2–2 | 1–2 | 0–3 | 2–6 | 0–0 | 1–1 | 1–0 | —   | 0–0 | 1–2 | 2–3 | 0–2 | 0–1 | 2–1 | 1–1 | 1–2 | 0–0 | 0–2 | 1–0 |
| Hércules C. F.        | 6–2 | 2–1 | 2–0 | 1–0 | 3–1 | 1–2 | 0–1 | 1–0 | 3–0 | —   | 2–2 | 1–1 | 5–1 | 2–2 | 1–1 | 1–0 | 4–1 | 1–0 | 4–0 | 2–1 |
| C. D. Leganés         | 1–1 | 0–0 | 0–0 | 0–2 | 3–1 | 3–1 | 1–0 | 1–0 | 1–3 | 0–1 | —   | 1–1 | 1–2 | 3–2 | 1–1 | 1–0 | 2–1 | 1–1 | 0–0 | 2–0 |
| U. E. Lleida          | 0–3 | 1–1 | 1–0 | 2–1 | 2–1 | 4–0 | 3–0 | 1–3 | 1–0 | 0–2 | 4–1 | —   | 2–0 | 1–2 | 1–0 | 1–1 | 0–3 | 1–0 | 0–2 | 1–0 |
| C. D. Logroñés        | 1–1 | 2–1 | 3–1 | 1–1 | 1–1 | 3–0 | 0–0 | 1–0 | 1–0 | 0–0 | 3–1 | 3–1 | —   | 2–2 | 2–0 | 3–2 | 3–3 | 1–0 | 3–1 | 2–1 |
| R. C. D. Mallorca     | 2–1 | 0–1 | 2–0 | 3–0 | 3–0 | 4–1 | 1–1 | 1–2 | 2–0 | 2–0 | 1–1 | 0–0 | 0–4 | —   | 1–1 | 2–1 | 0–0 | 2–1 | 0–1 | 1–1 |
| Atlético Marbella     | 1–1 | 1–1 | 3–1 | 0–1 | 1–3 | 0–0 | 2–0 | 0–2 | 0–4 | 1–2 | 1–2 | 0–0 | 1–4 | 1–4 | —   | 0–1 | 0–1 | 0–1 | 0–1 | 0–2 |
| C. A. Osasuna         | 1–2 | 1–0 | 2–0 | 2–0 | 4–2 | 5–0 | 1–0 | 0–0 | 1–0 | 0–1 | 0–1 | 1–1 | 5–3 | 0–2 | 3–1 | —   | 0–1 | 0–2 | 0–0 | 0–0 |
| Real Madrid C. F. "B" | 2–1 | 1–1 | 1–2 | 1–0 | 2–0 | 2–0 | 0–0 | 2–2 | 2–0 | 0–1 | 1–0 | 3–1 | 1–3 | 0–3 | 2–1 | 2–0 | —   | 1–0 | 0–0 | 0–4 |
| Sestao S. C.          | 0–0 | 0–4 | 5–3 | 1–3 | 0–0 | 0–1 | 0–0 | 0–1 | 0–0 | 1–2 | 2–0 | 4–1 | 0–2 | 2–0 | 0–0 | 2–2 | 3–0 | —   | 0–1 | 2–2 |
| C. D. Toledo          | 2–0 | 4–0 | 1–0 | 2–3 | 1–0 | 3–0 | 0–0 | 0–1 | 0–0 | 0–0 | 0–1 | 1–0 | 1–2 | 0–4 | 1–2 | 0–1 | 2–2 | 4–1 | —   | 1–0 |
| Villarreal C. F.      | 0–1 | 1–0 | 3–0 | 1–1 | 0–0 | 1–0 | 1–0 | 1–1 | 0–0 | 0–6 | 0–1 | 2–1 | 1–0 | 1–3 | 0–0 | 1–4 | 1–1 | 2–0 | 0–2 | —   |

## Promoción de ascenso
En la promoción de ascenso jugaron RCD Mallorca y CF Extremadura como tercer y quinto clasificado de Segunda División, ya que el cuarto clasificado fue el Real Madrid CF "B" que no podía ascender. Sus rivales fueron Rayo Vallecano y Albacete Balompié como decimonoveno y vigésimo clasificado de Primera División.
La promoción se jugó a doble partido a ida y vuelta con los siguientes resultados:
| 29 de mayo de 1996 | RCD Mallorca | 1:0     | Rayo Vallecano | Estadio Lluís Sitjar, Palma de Mallorca                               |                                                                       |
|                    | Morales 30'  | Reporte |                | Asistencia: 30.000 espectadores Árbitro(s): Gracia Redondo (Aragonés) | Asistencia: 30.000 espectadores Árbitro(s): Gracia Redondo (Aragonés) |

| 1 de junio de 1996 | Rayo Vallecano            | 2:0     | RCD Mallorca | Estadio de Vallecas, Madrid                                       |                                                                   |
|                    | Guilherme 13' Onésimo 81' | Reporte |              | Asistencia: 14.000 espectadores Árbitro(s): López Nieto (Andaluz) | Asistencia: 14.000 espectadores Árbitro(s): López Nieto (Andaluz) |

| Permanece en Primera División Rayo Vallecano |

| 30 de mayo de 1996 | CF Extremadura | 1:0     | Albacete Balompié | Estadio Francisco de la Hera, Almendralejo                                   |                                                                              |
|                    | Manuel 54'     | Reporte |                   | Asistencia: 6.000 espectadores Árbitro(s): García-Aranda Encinar (Madrileño) | Asistencia: 6.000 espectadores Árbitro(s): García-Aranda Encinar (Madrileño) |

| 2 de junio de 1996 | Albacete Balompié | 0:1     | CF Extremadura | Estadio Carlos Belmonte, Albacete                                       |                                                                         |
|                    |                   | Reporte | Tirado 91'     | Asistencia: 15.000 espectadores Árbitro(s): Esquinas Torres (Madrileño) | Asistencia: 15.000 espectadores Árbitro(s): Esquinas Torres (Madrileño) |

| Asciende a Primera División CF Extremadura |

## Trofeo Pichichi
Trofeo que otorga el Diario Marca al máximo goleador de la Segunda División.
| #   | Jugador            | Equipo           | Goles |
| --- | ------------------ | ---------------- | ----- |
| 1º  | Manel              | CD Logroñés      | 27    |
| 2º  | Mosquera           | CF Extremadura   | 19    |
| 3º  | Serrano            | Deportivo Alavés | 16    |
| 4º  | Goran Stojiljković | Getafe CF        | 15    |
|     | Morales            | RCD Mallorca     | 15    |
| 6º  | Rodríguez          | Hércules CF      | 14    |
| 7º  | Pablo Zegarra      | CD Badajoz       | 13    |
|     | Miguel Ángel       | CD Leganés       | 13    |
| 9º  | Manolo Alfaro      | Hércules CF      | 12    |
| 10º | Bidaurrazága       | Bilbao Athletic  | 11    |
|     | Parada             | CD Logroñés      | 11    |

## Otros premios

### Trofeo Zamora
José Ignacio Garmendia, guardameta de la SD Eibar, consiguió el trofeo al portero menos goleado encajando 30 goles en 36 partidos (0,83). Para optar al premio fue necesario disputar 60 minutos en, como mínimo, 28 partidos.

### Trofeo Guruceta
Premio otorgado por el Diario Marca al mejor árbitro del torneo.
 Luis Medina Cantalejo

## Resumen
Campeón de Segunda División:
| - Hércules Club de Fútbol |

Ascienden a Primera División:
| - Hércules Club de Fútbol | - Club Deportivo Logroñés | - Club de Fútbol Extremadura |

Descienden a Segunda División B: 
| - Athletic Club "B" | - Getafe Club de Fútbol | - Club Atlético Marbella |

Desciende y desaparece: 
| - Sestao Sport Club |